# Philippe Buchez

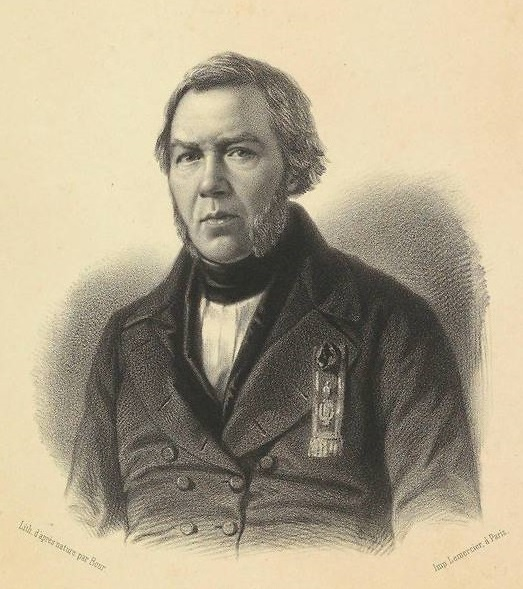
Philippe Buchez

Philippe Joseph Benjamin Buchez (Matagne-la-Petite (França, actualment Bèlgica), 31 de març de 1796 − Rodez, 11 d'agost de 1865) va ésser un polític, historiador i sociòleg francès, saintsimonià, impulsor de les cooperatives i fundador del diari L'Atelier.

## Infància
Buchez va néixer el 1796 a Matagne-la-Petite, llavors departament de les Ardenes, actualment a la província belga de Namur, però els seus pares vivien a París. El seu pare, que es distingia per les seves idees avançades, tenia un lloc de control i taxació de mercaderies que perdé amb el retorn dels Borbons el 1815. El seu fill prengué cursos al Museu Nacional d'Història Natural de França, al Jardí de les Plantes, treballà al Fisc i estudià medicina, alternant les disseccions a l'amfiteatre i les discussions polítiques.

## Carboner i Sansimoniá
Començà a militar en els partits d'extrema esquerra durant la Restauració, i el 1820, al costat de Saint-Amand Bazard, Pierre Dugied i Nicolas Joubert, fundà la lògia maçònica Els Amics de la Veritat. El 1821 intentà revoltar els departaments de l'est de França per a derrocar els Borbons, però fou arrestat a Metz i conduït a Colmar, on se'l jutjà. Però el jutge Goldberg, a qui li agradava de conversar sobre història i arqueologia amb el detingut Buchez, es mostrà comprensiu i l'acusat se'n sortí sense més conseqüències. Novament amb Bazard, Dugied i Joubert, a qui s'agregaren Flottard i alguns més, figurà entre els fundadors de la Carbonería francesa (que arribà a comptar amb fins a 80.000 membres el 1822) i Buchez en fou un dels principals capdavanters. Reprengué els estudis de medicina i se'n doctorà el 1824, poc després de publicar Précis élémentaire d'higiene. Al mateix temps, arribà a ser el principal redactor del Journal du progrès des sciences et institutions médicales, on publicà articles sobre l'organització de la medicina. Després de llegir El Nou cristianisme, de Saint-Simon, el 1825, Buchez es declarà saintsimonià, ingressant a aquest grup gairebé al mateix temps que Bazard. Col·laborà amb articles al Producteur, diari del saintsimonisme, però s'allunyà del moviment quan Bazard i Enfantin en foren nomenats Pares Suprems.

### Socialisme cristià
Fundà el Club d'Amics del Poble, al costat de Flocon, Thierry i Léon Pilet, però fou clausurat governativament el 25 de setembre del 1830. Poc després, ja abandonada la religió saintsimoniana, rebutjà el panteisme que la caracteritzava i tornà a la fe catòlica, defensant un neocatolicisme que situà a la base de les seves teories polítiques. Publicà el Journal des sciences morales et politiques (1831), que es transformà aviat en L'Européen, i intentà de conciliar la doctrina catòlica ortodoxa amb les teories més democràtiques. Malgrat la seva desconfiança pel que fa a la jerarquia de l'Església Catòlica, fou un iniciador del moviment social-cristià. Intenta assolir l'associació obrera de la producció, originant les primeres cooperatives de treball, que s'oposaven a les temptatives comunistes de Robert Owen i a l'organització industrial saintsimoniana. Però els grups que fundà tingueren una existència curta, llevat del grup dels joiers, que sobrevisqué fins a 1873 sense haver conegut una gran extensió.

## Buchez com a figura pública
Sota la Monarquia de Juliol, adquirí una gran notorietat, tant en el món catòlic com entre els demòcrates i republicans, amb la Introduction à la science de l'histoire, ou science du développement de l'humanité (Introducció a la ciència de la història, o ciència del desenvolupament de la humanitat) el 1833, on declarava que el fonament de la moral és una dada teològica, és a dir, un dogma, i on atacava l'egoisme dels governants que no buscaven altra cosa que l'interès particular. També publicà Essai d'un traité complet de philosophie du point de vue du catholicisme et du progrès social (Assaig d'un tractat complet de filosofia des del punt de vista del catolicisme i del progrés social) el 1830 i, sobretot, L'histoire parlementaire de la révolution (Història parlamentària de la revolució), entre 1834 i 1840, en 40 volums, recull de debats de les assemblees, articles de diaris, mocions de clubs. Amb comentaris propis intercalats, Buchez hi exposà àmpliament el seu ideari.
El setembre de 1840, Buchez fundà el diari L'Atelier (El taller), òrgan dels interessos morals i materials dels obrers, que es publicà fins a juliol de 1850. Allí hi desenvolupà un pla de reforma de la societat basat en l'associació obrera. Aquestes associacions, que eren cooperatives obreres de producció formades sobre la base d'un capital inalienable i indissoluble, en propagar-se, segons ell, reunirien un "capital obrer" global sobre el qual la classe obrera podria recolzar-se. La seva generalització posaria els fonaments d'una renovació de la societat a través de l'associacionisme. Però aquest pla tingué una aplicació molt limitada, amb només l'associació d'obrers joiers del 1834. S'ha de destacar que el saintsimonisme, que va esclatar després del cisma de 1832, troba en Buchez a un dels seus continuadors més vinculats a l'associacionisme obrer. En aquest sentit, les seves propostes van conformar una de les bases del cooperativisme, que va tenir un gran desenvolupament a França.

## Carrera política
Després de la Revolució francesa de 1848, on no participà, l la instauració de la República, Garnier el tria com adjunt a l'alcaldia de París. Buchez s'ocupa llavors de la guàrdia nacional i de la posada en marxa dels Tallers Nacionals, ideats per un altre ex-saintsimonià, Louis Blanc. El 23 d'abril del 1848 va ser elegit diputat a l'Assemblea Nacional francesa en representació del departament del Sena (en el lloc 17 d'un total de 34), i rebé la presidència de la Cambra. El seu discurs inaugural fou ambiciós, però la seva presidència efectiva dura només vuit dies, enmig de crítiques de tots els partits. Durant les Jornades de Juny, de 1848, amargat per les lluites fratricides entre l'exèrcit i la guàrdia nacional comandada pel general Cavaignac, ministre de la guerra, i els obrers, refusà a prendre les armes i, s'hi s'acostà a les barricades, fou per socórrer-hi els ferits. El fracàs a les eleccions legislatives de maig de 1849 assenyalà la fi de la seva curta carrera política. Opositor a Napoleó III, fins i tot va ser temporalment durant el cop d'estat del 2 de desembre de 1851.

## Últims anys
Durant l'imperi de Napoleó III, retornà als seus estudis, i es consagrà particularment a la redacció de Traité de politique et science sociale (Tractat de política i ciència social). Sol i oblidat, morí a Rodez l'11 d'agost de 1865, als 69 anys. El seu cos fou dut a París i enterrat al cementiri del Père-Lachaise. La seva última obra, que havia quedat manuscrita, va ser publicada pels amics un any després de la seva mort.